# Enric Ruiz-Geli

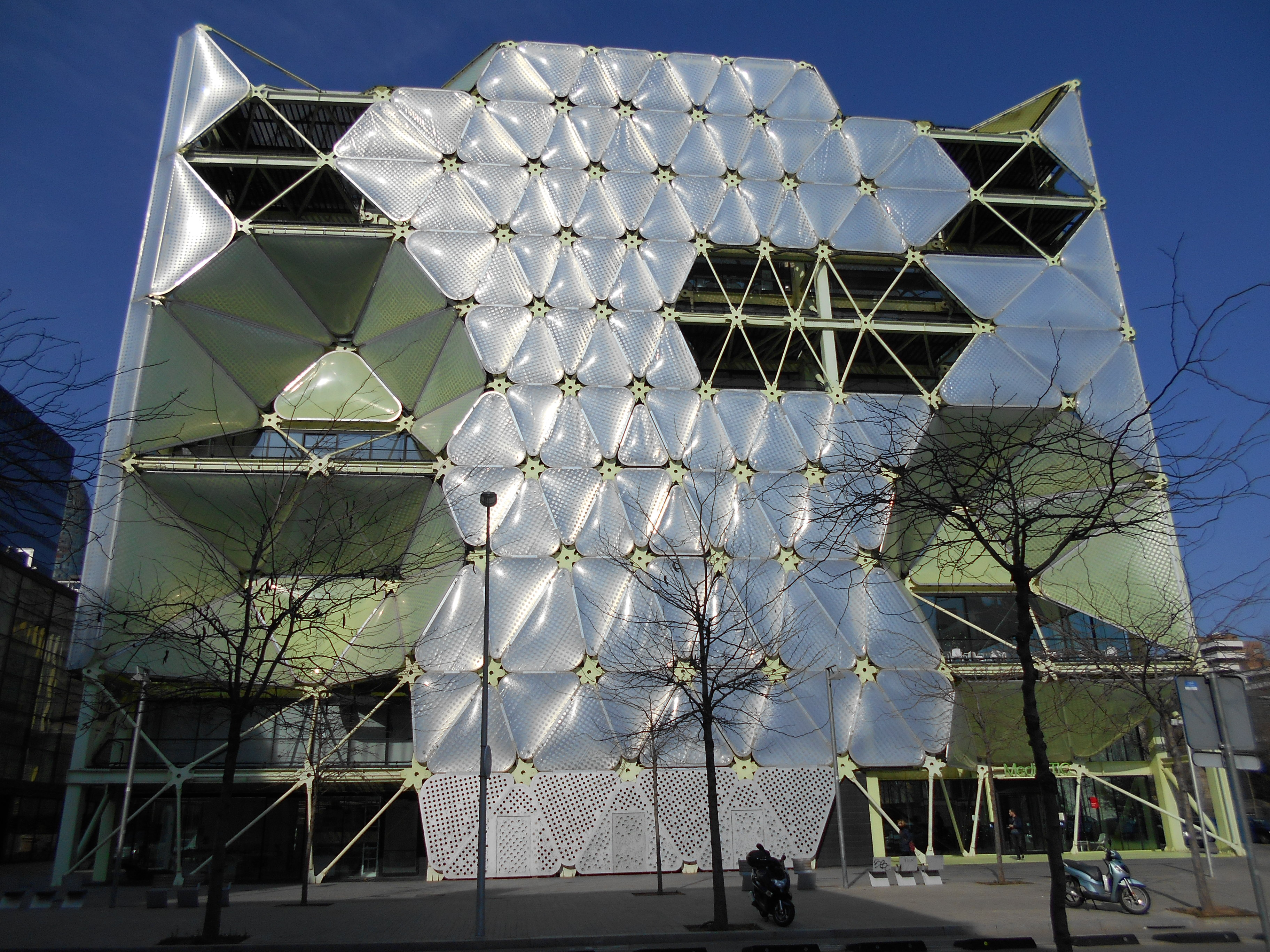
Edificio Media-TIC (2010), de Enrique Ruiz Geli.

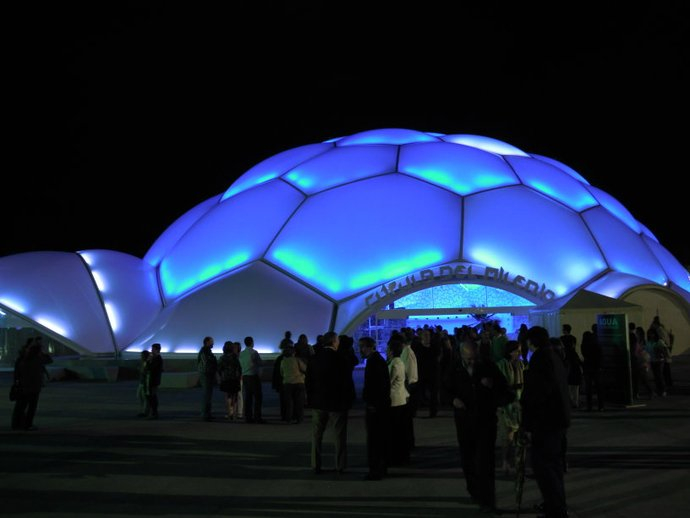
Cúpula del Milenio (2008)

Enric Ruiz Geli (Figueras, 1968), también citado como Enrique Ruiz Geli, es un arquitecto español. 

## Biografía
Arquitecto por la ETSAB de Barcelona, su carrera profesional ha estado esencialmente centrada en la escenografía y el diseño de exposiciones, aunque destaca por su apuesta por una producción arquitectónica digital, ya hoy incipiente.

## Obra
Proyectos/ Arquitectura
- "Villa Bio", Llers, 2005
- Once. . . a wave, San Sebastián, Kursaal
- Acuario de New York, Coney Island (Cloud9 / WRT)
- Edificio MediaTIC de oficinas en el 22@ de Barcelona. El Consorci y 22@
- Aviario, de doñana / Delta Mediterráneo para el Zoo Marino de Barcelona,
- Vivienda "Villa Nurbs", Ampuriabrava.
- Pabellón de la Plaza Temática "SED" de la Expo Zaragoza 2008 (posterior "Cúpula del Milenio" en Valladolid)
- "Evrunation". Estudio-taller para el artista EVRU, Barcelona 2007.
- Centro cultural Brasil-España, Brasilia, Ministerio de asuntos Exteriores
- Hotel Prestige Forest para el grupo Prestige Hoteles.
- Centre Cultural Joaquim Xirau, (Ayuntamiento de Figueras)

Escenografía-Teatro
- Diseño de la exposición retrospectiva “Zush” en el Centro de Arte Reina Sofía y el MACBA.
- Diseño de la exposición “La Ciutat dels Cineastes” en el CCCB.
- Diseño de la exposición “Mons Privats Mirades Públiques” en el Museo de Cerámica de Barcelona.
- Diseño de las exposiciones “Arenal de la Memoria”, “No discriminació” y “Terra a la Vista” para el Fórum de las Culturas 2004.
- Diseño de la exposición “La diversitat de la Vida” en el Museo de Zoología, Barcelona 2004.
- Escenografía “La Nit dels Laus” para Adg-FAD.
- Escenografía “Nit Eurocities”, Palacio de Pedralbes, Ayuntamiento de Barcelona.
- Escenografía Premios “C de C”, Club de Creativos de España, Mercado de las Flores.
- Escenografía “Nit in “ para el Colegio de Arquitectos de Cataluña.
- Dirección “Opera J” en el Festival Metapolis 2.0, Mercado de las Flores.
- Dirección del “Media House Project”, junto a Vicente Guallart y Willy Muller, en Metapolis3.0.
- Escenografía del “Musical Gaudí” junto a Franc Fernández, para Focus.
- Dirección y escenografía “Bosque Sonoro”, Mercado de las Flores.